# 佐藤雄二朗
佐藤 雄二朗（さとう ゆうじろう、1933年 - 2010年3月4日）は、日本の実業家、経営者。株式会社アルゴ21（現・キヤノンITソリューションズ）代表取締役会長兼社長、ITA（Information Technology Alliance）会長、社団法人情報サービス産業協会（JISA）会長。

## 人物・経歴
1933年、東京都生まれ。1955年、立教大学経済学部卒業。
大学卒業後、吉澤会計機株式会社、1979年に日本ユニバック株式会社取締役営業本部長を務めたのち、1984年に株式会社アルゴ21（現・キヤノンITソリューションズ）を設立して同社代表取締役社長に就任。
1999年に一旦代表取締役社長を退任したが、2004年、同社代表取締役会長兼社長に復帰。2005年、同社取締役最高顧問、2006年6月に同社取締役を退任して最高顧問に就任。2008年4月にキヤノンITソリューションズの顧問に就任。
その他、ITA（Information Technology Alliance）初代会長（1995年就任）や社団法人情報サービス産業協会会長（2001年5月就任）などを歴任したほか、平成17年度情報化促進貢献個人賞、藍綬褒章受賞。
母校である立教大学の立教経済人クラブの会長を務め、2000年には立教学院創立125周年に際してマイクロソフト創業者のビル・ゲイツを招聘し、創立125周年記念特別講演が開催され、ゲイツに立教大学名誉博士号が授与されている。